# Encyclopédie biographique nationale de Finlande
Suomen kansallisbiografia (français : Biographie nationale de Finlande) est un recueil de plus de 6000 biographies de personnalités ayant contribué de façon[pourquoi ?]importante au développement de la société finlandaise,.